# Europahaus (Berlín)
Europahaus se v německém hlavním městě Berlíně nachází v blízkosti náměstí Askanischer Platz, na adrese Stresemannstraße 92-94. Jedná se o funkcionalistický palác z přelomu 20. a 30. let 20. století. Historicky se jednalo o první z výškových budov, která vznikla v Berlíně.
Ve veřejné soutěži o návrh komplexu budov Europahausu zvítězila architektonická kancelář s jmény Richard Bielenberg a Josef Moser. Funkcionalistická stavba byla realizována v letech 1926 až 1931 a stavěna po částech. 
Budova má deset podlaží s celkovou užitnou plochou 35 000 m². První nájemcem byla společnost Nitrogen Syndicate GmbH (4. až 10. patro).
Dům byl znám především svými velkými neonovými značkami pro společnosti Odol, pojišťovny Allianz  a firmy Blaupunkt. Některé z nich byly po letech předány jednomu z berlínských muzeí. V přízemí se nacházely restaurace a bary, dále pak taneční sál a od roku 1935 byla na střeše budovy umístěna zahrada s palmami. Ve 30. letech 20. století budovu získal německý stát. Němečtí nacisté zde umístili kanceláře Říšského ministerstva práce.
V roce 1945 byla budova během bitvy o Berlín značně poškozena a vyžadovala rozsáhlé opravy. Nebyla však ve stavu, že by bylo nezbytné její stržení. Původní zahrada byla zakryta a slouží jako jedenácté patro stavby. 
Po skončení války až do znovusjednocení země sloužil pro potřeby pošty. V současné době zde ve čtyřech patrech sídlí Spolkové ministerstvo pro hospodářskou spolupráci a rozvoj a některé další vládní úřady a instituce. 
V letech 1998 až 2000 se uskutečnila poslední rekonstrukce stavby.